# Toon Janssen
Toon Janssen (10 april 1996) is een Belgisch voetballer die sinds 2021 uitkomt voor SC Lokeren-Temse.

## Carrière
Janssen maakte in 2012 de overstap van KSK Heist naar KFC Oosterzonen. Ook nadat de club in 2018 naar Lier verhuisde om onder de naam Lierse Kempenzonen in het Herman Vanderpoortenstadion te gaan spelen, bleef Janssen voor stamnummer 3970 voetballen. In 2021 verhuisde hij naar SC Lokeren-Temse.
1 Merckx ·
2 El Banouhi ·
3 Dianganga ·
5 Boujouh ·
6 Brebels ·
7 Lambo ·
8 Van Hauter ·
9 Van Moerzeke ·
10 Soumaré ·
11 Myny ·
13 Gabriël ·
14 Janssen ·
15 Vinck ·
19 Ntamack ·
22 Tshimanga ·
25 Boonen ·
26 Vervaque ·
27 Bongiovanni ·
29 Spegelaere ·
30 Pérez ·
33 Van Elsuwege ·
35 Van Daele ·
39 Baert ·
44 Nainggolan ·
45 Seck ·
55 Van Aerschot ·
56 Vervacke ·
74 Fontaine ·
88 Prychynenko ·
97 Calant ·
Coach: Vreven